# 秋岡毅
秋岡 毅（あきおか つよし、1941年〈昭和16年〉2月15日 - ）は、日本の政治家、元岡山県高梁市長（1期）。旭日小綬章受章。

## 来歴
岡山県出身。慶応義塾大学商学部卒業。成羽町長を5期務めた。

### 2004年高梁市長選挙
2004年（平成16年）10月1日、成羽町は旧高梁市などと合併し、新たな高梁市が発足。合併後の市長選挙に立候補し、4人の争いを制し、当選した。
※当日有権者数：31,447人 最終投票率：84.56%（前回比：-pts）
| 候補者名 | 年齢 | 所属党派 | 新旧別 | 得票数   | 得票率 | 推薦・支持 |
| -------- | ---- | -------- | ------ | -------- | ------ | ---------- |
| 秋岡毅   | 63   | 無所属   | 新     | 10,652票 | 40.9%  | -          |
| 荻田和義 | 54   | 無所属   | 新     | 9,764票  | 37.5%  | -          |
| 小阪洋志 | 62   | 無所属   | 新     | 3,946票  | 15.2%  | -          |
| 中山敏夫 | 55   | 無所属   | 新     | 1,683票  | 6.5%   | -          |

10月24日に市長に就任した。

### 2008年高梁市長選挙
2008年（平成20年）の市長選挙に立候補し、再選を目指したが、元高梁市職員の近藤隆則に敗れた。
※当日有権者数：30,050人 最終投票率：82.41%（前回比： 2.15pts）
| 候補者名 | 年齢 | 所属党派 | 新旧別 | 得票数   | 得票率 | 推薦・支持 |
| -------- | ---- | -------- | ------ | -------- | ------ | ---------- |
| 近藤隆則 | 49   | 無所属   | 新     | 14,226票 | 58.1%  | -          |
| 秋岡毅   | 67   | 無所属   | 現     | 10,250票 | 41.9%  | -          |

10月23日に退任した。
2011年秋の叙勲で旭日小綬章を受章。